# Алісон дус Сантус
Алісон дус Сантус (3 червня 2000 , São Joaquim da Barrad, Сан-Паулу ) — бразильський легкоатлет, що спеціалізується на бігу з бар'єрами, бронзовий призер Олімпійських ігор 2020 року, чемпіон світу.

## Спортивні досягнення
Володар вищого світового досягнення з бігу на 200 метрів з бар'єрами по прямій — 21,85 (2025).

## Кар'єра
| Рік                  | Змагання                                  | Місце проведення     | Місце                | Дисципліна                   | Результат            | Примітки             |
| Представник Бразилія | Представник Бразилія                      | Представник Бразилія | Представник Бразилія | Представник Бразилія         | Представник Бразилія | Представник Бразилія |
| -------------------- | ----------------------------------------- | -------------------- | -------------------- | ---------------------------- | -------------------- | -------------------- |
| 2017                 | Чемпіонат світу серед юнаків              | Найробі, Кенія       | 5                    | 400 метрів з бар'єрами       | 53.98                |                      |
| 2017                 | Чемпіонат світу серед юнаків              | Найробі, Кенія       | 1                    | естафета 4×400 метрів, мікст | 3:21.71              |                      |
| 2018                 | Чемпіонат світу серед юніорів             | Тампере, Фінляндія   | 3                    | 400 метрів з бар'єрами       | 49.78                |                      |
| 2018                 | Панамериканський чемпіонат серед молоді   | Куенка, Еквадор      | 2                    | біг на 400 метрів            | 45.97                |                      |
| 2018                 | Панамериканський чемпіонат серед молоді   | Куенка, Еквадор      | 1                    | 400 метрів з бар'єрами       | 50.56                |                      |
| 2018                 | Панамериканський чемпіонат серед молоді   | Куенка, Еквадор      | 2                    | естафета 4×400 метрів        | 3:09.90              |                      |
| 2019                 | Чемпіонат Південної Америки               | Ліма, Перу           | 1                    | 400 метрів з бар'єрами       | 49.88                |                      |
| 2019                 | Чемпіонат Південної Америки               | Ліма, Перу           | 2                    | естафета 4×400 метрів        | 3:04.13              |                      |
| 2019                 | Чемпіонат Південної Америки серед юніорів | Калі, Колумбія       | 1                    | біг на 400 метрів            | 45.78                |                      |
| 2019                 | Універсіада                               | Неаполь, Італія      | 1                    | 400 метрів з бар'єрами       | 48.57                |                      |
| 2019                 | Панамериканський чемпіонат серед юніорів  | Сан-Хосе, Коста-Рика | 1                    | 400 метрів з бар'єрами       | 48.49                |                      |
| 2019                 | Панамериканські ігри                      | Ліма, Перу           | 1                    | 400 метрів з бар'єрами       | 48.45                |                      |
| 2019                 | Чемпіонат світу                           | Доха, Катар          | 7                    | 400 метрів з бар'єрами       | 48.28                |                      |
| 2021                 | Олімпійські ігри                          | Токіо, Японія        | 3                    | 400 метрів з бар'єрами       | 46.72                | AR                   |
| 2022                 | Чемпіонат світу                           | Юджин, США           | 2                    | 400 метрів з бар'єрами       | 46.29                | CR AR                |